# Frederick Weldon Leslie
Frederick Weldon Leslie (* 19. prosince 1951 v Ancónu, Panama) je americký vědec a kosmonaut. Ve vesmíru byl jednou.

## Život

### Mládí a výcvik
V roce 1974 absolvoval střední školu v Irvingu, v roce 1970 ukončil studium na univerzitě v Texasu a poté pokračoval ve studiích na univerzitě v Oklahomě. Studia ukončil získáním titulu PhD v roce 1979.

### Zaměstnání
Roky 1979-1980 strávil na Purdue University, v letech 1983 až 1987 pracoval pro NASA v Huntsville.
V týmu astronautů NASA byl v letech 1994 až 1995. Zůstal svobodný.

### Let do vesmíru
Na oběžnou dráhu se v raketoplánu dostal jednou a strávil ve vesmíru 15 dní, 21 hodin a 53 minut. Byl 336 člověkem ve vesmíru.
- STS-73 Columbia, (20. říjen 1995 – 5. listopad 1995), specialista pro užitečné zařízení